# Гипотеза жизненного цикла
Гипотеза жизненного цикла — гипотеза, в соответствии с которой потребитель стремится сгладить уровень потребления на протяжении всей жизни, сберегая часть располагаемого дохода в трудоспособном возрасте и тратя сбережения после выхода на пенсию.
Гипотеза используется в макроэкономических моделях для описания поведения потребителей.

## История
Гипотеза была предложена Франко Модильяни совместно с Альбертом Андо и Ричардом Брумбергом. Необходимость в ней была связана с тем, что основной психологический закон Кейнса и основанная не нем кейнсианская функция потребления недостаточно убедительно описывали наблюдаемую зависимость между потреблением и уровнем располагаемого дохода. Кейнс считал, что потребление зависит только от текущего дохода. Увеличение дохода ведет к росту потребления, но не в той же мере в которой растет доход. Средняя склонность к потреблению убывает по мере роста дохода.
В реальности соотношение между потреблением и доходом оказалось очень устойчивым. Потребители принимают во внимание не только текущий, но и ожидаемый доход за весь период своей жизни. Кроме того, они стремятся к сглаживанию потребления, то есть стремятся поддерживать стабильный его уровень за счет сбережений. В период трудоспособности они сберегают часть дохода, чтобы потратить его после выхода на пенсию.
Гипотеза жизненного цикла наряду с гипотезой перманентного дохода стала одной из моделей, которые явным образом учитывали наличие горизонта планирования. Обе гипотезы опираются на теорию межвременного выбора, предложенную Ирвингом Фишером.

## Формулировка гипотезы
Гипотеза жизненного цикла основана на предположении о том, что потребитель в трудоспособном возрасте сберегает часть располагаемого дохода до момента выхода на пенсию. Он также может обладать начальным капиталом (богатством), доставшимся по наследству или накопленным его родителями специально к моменту достижения им совершеннолетия. Тогда часть начального богатства может потребляться в течение жизни, а часть хранится в виде сбережений. По достижении пенсионного возраста потребитель тратит накопленное для того, чтобы поддерживать привычный уровень жизни.

### Математическая модель
Предположим, что ожидаемая продолжительность жизни потребителя составляет {\displaystyle T} лет, а его начальный капитала равен {\displaystyle W}. Потребитель считает, что ежегодно он будет зарабатывать доход в размере {\displaystyle Y} до тех пор, пока не уйдет на пенсию через {\displaystyle R} лет. Тогда суммарная величина благосостояния за всю активную часть жизни составит {\displaystyle W+RY}. Для простоты предполагается, что процентная ставка равна нулю.
Потребитель расходует имеющиеся и ожидаемые финансовые ресурсы равномерно в течение всей жизни. Ежегодная сумма, которую он потратит на потребление, будет определяться  в соответствии с формулой:
{\displaystyle C={\frac {W+RY}{T}}}
Тогда функцию потребления можно записать следующим образом:
{\displaystyle C={\frac {1}{T}}W+{\frac {R}{T}}Y}
Если переобозначить коэффициенты при W и Y, то получится:
{\displaystyle C=aW+bY},
где {\displaystyle a} — предельная склонность к потреблению начального богатства; {\displaystyle b} — предельная склонность к потреблению дохода.

## Нормативное значение гипотезы
Гипотеза жизненного цикла используется в экономике для описания реального поведения людей, то есть является частью позитивной экономической теории. Однако ее можно трактовать и как нормативное требование. Формирование сбережений на случай непредвиденной потери дохода или накопления на старость рассматриваются в теории личных финансов как пример рационального поведения.